# St. Johannes (Heidelberg-Rohrbach)

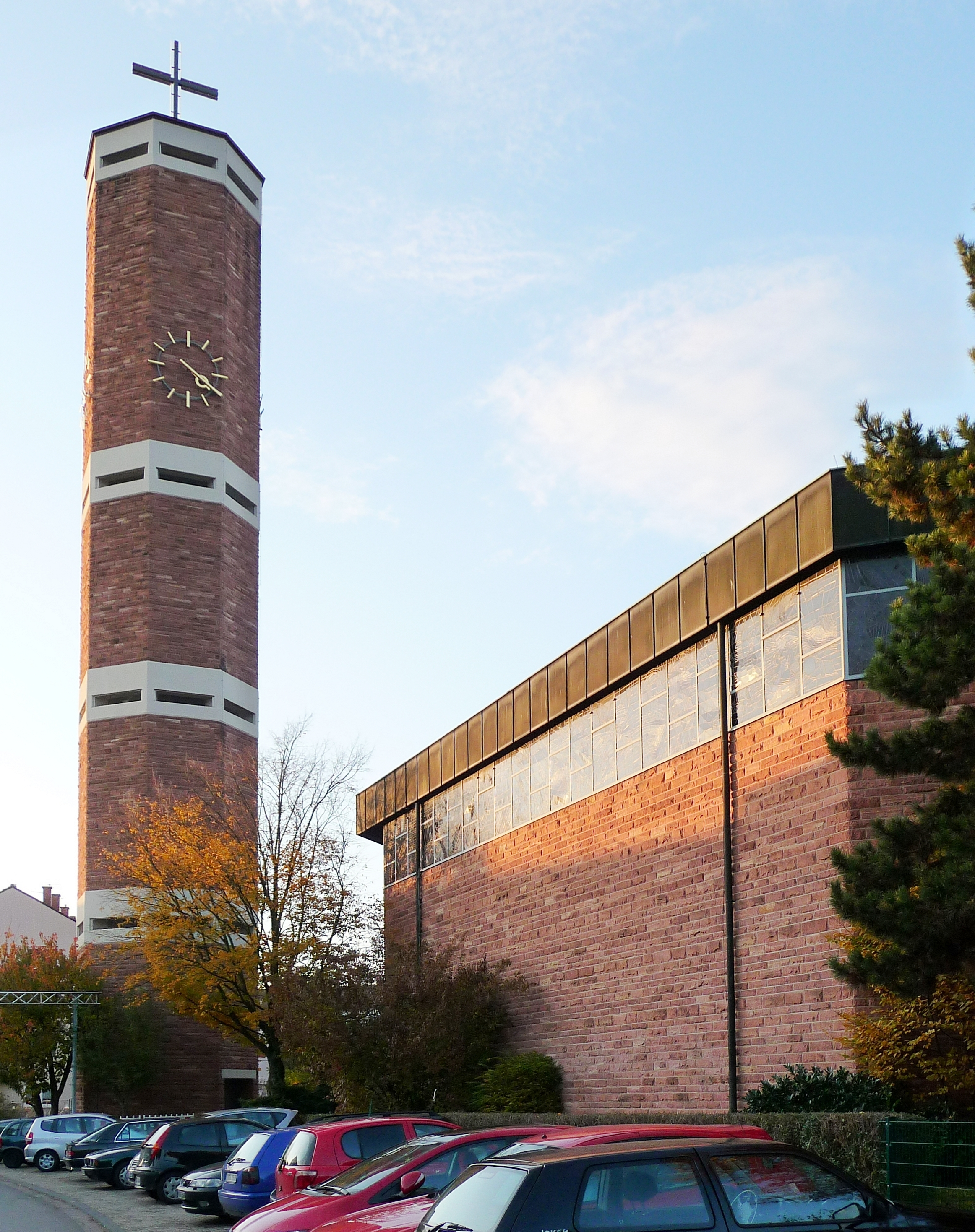
St. Johannes

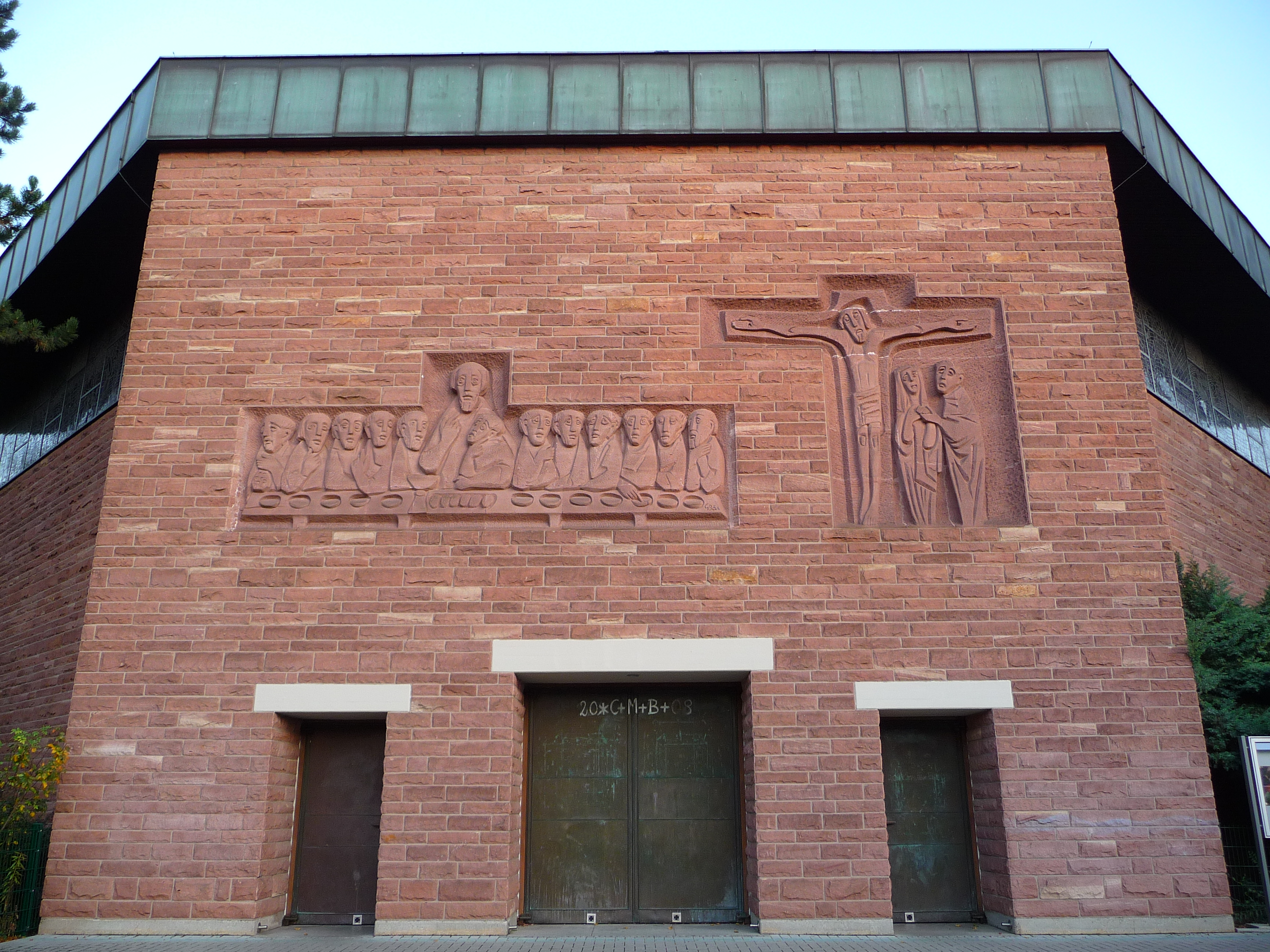
Portalfront

St. Johannes ist die römisch-katholische Pfarrkirche im Heidelberger Stadtteil Rohrbach. Sie wurde 1963–1965 erbaut und dem Apostel und Evangelisten Johannes geweiht. Die Pfarrgemeinde von St. Johannes bildet heute mit den Pfarrgemeinden St. Paul (Boxberg-Emmertsgrund) und St. Peter (Kirchheim) die Seelsorgeeinheit Heidelberg-Süd.

## Geschichte
Rohrbach war seit der Reformation protestantisch, die alte Dorfkirche wurde seither von der evangelischen Gemeinde genutzt. 1734 wurde eine kleine katholische Kirche errichtet, die dem hl. Johannes Nepomuk geweiht wurde (Rathausstraße 28, heute Pfarrheim). Nach dem Zweiten Weltkrieg wurde die 1897 erweiterte Kirche für die gewachsene katholische Gemeinde zu klein, daher erfolgte 1963 bis 1965 ein Neubau. Der Entwurf stammte vom erzbischöflichen Architekten Manfred Schmitt-Fiebig, die Bauleitung lag bei Heinrich Eisenhauer.

## Architektur
Die Kirche ist aus rotem Backstein mit wenigen grauweißen Betonelementen errichtet. Der Kirchsaal hat den Grundriss eines in die Länge gezogenen Oktogons. Im Osten befindet sich die ins Achteck eingeschriebene sechseckige Altarinsel, im Westen das Portal. Über diesem sind außen Reliefs des letzten Abendmahls und der Kreuzigung Jesu mit Maria und dem Kirchenpatron Johannes eingelassen, die von Gisela Bär gestaltet wurden. Unter der Traufe des kupfergedeckten Flachdachs geben Fensterbänder mit bemerkenswerten Buntglasgestaltungen von Emil Wachter dem Innenraum farbiges Licht. Sie zeigen Szenen aus der Offenbarung des Johannes. Über dem Altar befindet sich eine ebenfalls von Gisela Bär geschaffene Bronzefigur des segnenden Christus. Der hohe, kreuzbekrönte Glockenturm, der das Ortsbild beherrscht, hat den Grundriss eines regelmäßigen Achtecks. Er steht frei vor der Südwestecke des Gebäudes.

## Orgel
Die Orgel der Kirche wurde 2000–2003 durch Johannes Kircher erbaut.  Orgelweihe war am 2. Mai 2004. Sie hat Schleifladen mit mechanischer Spiel- und Registertraktur. Das Instrument verfügt über 31 klingende Register, die auf zwei Manuale und Pedal verteilt sind. Eine elektronisch gesteuerte Setzeranlage mit 10.000 Speichermöglichkeiten ist vorbereitet. Das Gehäuse besteht aus geöltem und gewachstem Eichenholz und nimmt mit seinem achteckigen Grundriss die Architektur der Kirche auf.
| I Hauptwerk C–g3 |                  |       |
| 1.               | Bourdon          | 16′   |
| 2.               | Principal        | 8′    |
| 3.               | Gamba            | 8′    |
| 4.               | Holzflöte        | 8′    |
| 5.               | Octave           | 4′    |
| 6.               | Flöte            | 4′    |
| 7.               | Quinte           | 2 ⁄3′ |
| 8.               | Superoctave      | 2′    |
| 9.               | Mixtur IV–V      | 1 ⁄3′ |
| 10.              | Cornett V (ab a) | 8'    |
| 11.              | Trompete         | 8′    |

| II Schwellwerk C–g3 |                      |        |
| 12.                 | Diapason             | 8′     |
| 13.                 | Salicional           | 8′     |
| 14.                 | Voix céleste (ab c)  | 8′     |
| 15.                 | Bourdon              | 8′     |
| 16.                 | Prestant             | 4′     |
| 17.                 | Flûte à cheminée     | 4′     |
| 18.                 | Nazard               | 2 ⁄3′  |
| 19.                 | Octavin              | 2′     |
| 20.                 | Tierce               | 1 3⁄5′ |
| 21.                 | Fourniture IV-V      | 2 ⁄3′  |
| 22.                 | Trompette harmonique | 8′     |
| 23.                 | Hautbois             | 8′     |
|                     | Tremulant            |        |

| Pedal C–f1 |               |     |
| 24.        | Grand Bourdon | 32′ |
| 25.        | Contrabaß     | 16′ |
| 26.        | Subbaß        | 16′ |
| 27.        | Bombarde      | 16' |
| 28.        | Octavbaß      | 8′  |
| 29.        | Flötbaß       | 8'  |
| 30.        | Choralbaß     | 4'  |
| 31.        | Posaune       | 8′  |

- Koppeln: II/I, I/P, II/P, Sub II/II 16' mit II/I durchkoppelnd
- Röhrenglocken Eigenbau Kircher, im Schwellwerk hängend, dem I. Manual und P (a1-e3) zugeordnet
- Pedalwerk: Großpedal 24.–27. frei hinter der Orgel stehend, Kleinpedal 28. – 31. im Orgelgehäuse seitenweise aufgestellt
- Winddrücke: Hauptwerk 90mmWS, Schwellwerk 100mmWS, Pedalwerk 110mmWS. WS = Wassersäule
- Gehäusehöhe 6120 mm, elektronisch gesteuerter und regelbarer Tremulant, 1982 Pfeifen